# Natalja Sadovová
Natalja Sadovová (rusky Наталья Ивановна Садова) (* 15. července 1972 Gorkij, Sovětský svaz) je bývalá sovětská a později ruská atletka, jejíž specializací byl hod diskem.

## Kariéra
Patřila k nejlepším světovým diskařkám na přelomu 20. a 21. století, současně však byla diskvalifikována po užití dopingu a opětovně potrestána dočasným zákazem startu za užití dopingu. Na olympiádě v Atlantě v roce 1996 získala v soutěži diskařek stříbrnou medaili. V následující sezóně vybojovala na světovém šampionátu v Athénách bronzovou medaili. Na mistrovství Evropy v Budapešti v roce 1998 skončila mezi diskařkami druhá. Z olympiády v Sydney odjížděla bez medaile, zde skončila čtvrtá. Na mistrovství světa v Edmontonu v roce 2001 sice původně skončila na prvním místě, následně však byla kvůli pozitivnímu dopingovému testu diskvalifikována. V roce 2002 opět startovala na evropském šampionátě a z Mnichova si odvážela stříbrnou medaili na druhé místo.
Jejím životním úspěchem bylo vítězství v diskařském finále na olympiádě v Athénách v roce 2004. Další medaili, tentokrát stříbrnou, získala na mistrovství světa v Helsinkách v roce 2005. V roce 2006 měla opět pozitivní dopingové testy na požití anabolických steroidů a dostala dvouletý zákaz činnosti. Ten jí vypršel v červenci 2008, těsně před olympiádou v Pekingu. Zde sice nastoupila do kvalifikace soutěže diskařek, ale do finále už nepostoupila.
Její osobní rekord 70,02 m pochází z roku 1999.